# Anderson Mitchell
Anderson Mitchell (* 13. Juni 1800 bei Milton, Caswell County, North Carolina; † 24. Dezember 1876 in Statesville, North Carolina) war ein US-amerikanischer Politiker. In den Jahren 1842 und 1843 vertrat er den Bundesstaat North Carolina im US-Repräsentantenhaus.

## Werdegang
Anderson Mitchell besuchte zunächst die Bingham’s School und studierte danach bis 1821 an der University of North Carolina in Chapel Hill. Nach einem Jurastudium und seiner Zulassung als Rechtsanwalt begann er ab 1830 in Morganton in diesem Beruf zu arbeiten. Im Jahr 1831 zog er nach Jefferson und 1835 nach Wilkesboro. Zwischenzeitlich war er bei der Verwaltung am Bezirksgericht im Ashe County angestellt.
Politisch war Mitchell Mitglied der Whig Party. Nach dem Tod des Abgeordneten Lewis Williams wurde er bei der fälligen Nachwahl für den 13. Sitz von North Carolina als dessen Nachfolger in das US-Repräsentantenhaus in Washington, D.C. gewählt, wo er am 27. April 1842 sein neues Mandat antrat. Bis zum 3. März 1843 konnte er lediglich die laufende Legislaturperiode im Kongress beenden. Danach wurde der 13. Wahlbezirk aufgelöst. Eine Kandidatur in einem anderen Distrikt blieb erfolglos.
Zwischen 1852 und 1854 war Mitchell Abgeordneter im Repräsentantenhaus von North Carolina. Im Jahr 1860 wurde er in den Staatssenat gewählt. 1861 war er Delegierter auf der Versammlung, auf der der Austritt North Carolinas aus der Union beschlossen wurde; Mitchell stimmte dabei gegen die Sezession. Zwischen 1865 und 1875 war er Richter am Superior Court. Er starb am 24. Dezember 1876 in Statesville.